# Achille Petrucci

Stemma della famiglia Petrucci.

Achille Petrucci (Siena, ... – ...; fl. 1572) è stato un militare italiano, noto per il suo coinvolgimento nei fatti della notte di san Bartolomeo.

## Biografia
Poco è noto della vita di Achille Petrucci. Si sa che fu figlio di Giovanni Maria Petrucci, il primo ambasciatore del Granducato di Toscana in Francia, nonché appartenente alla nobile famiglia dei Petrucci, che dal 1487 al 1524 aveva conosciuto il proprio apogeo con la signoria sulla Repubblica di Siena. A Parigi Achille servì i Guisa come capitano nelle guerre di religione scoppiate dopo la strage di Wassy.

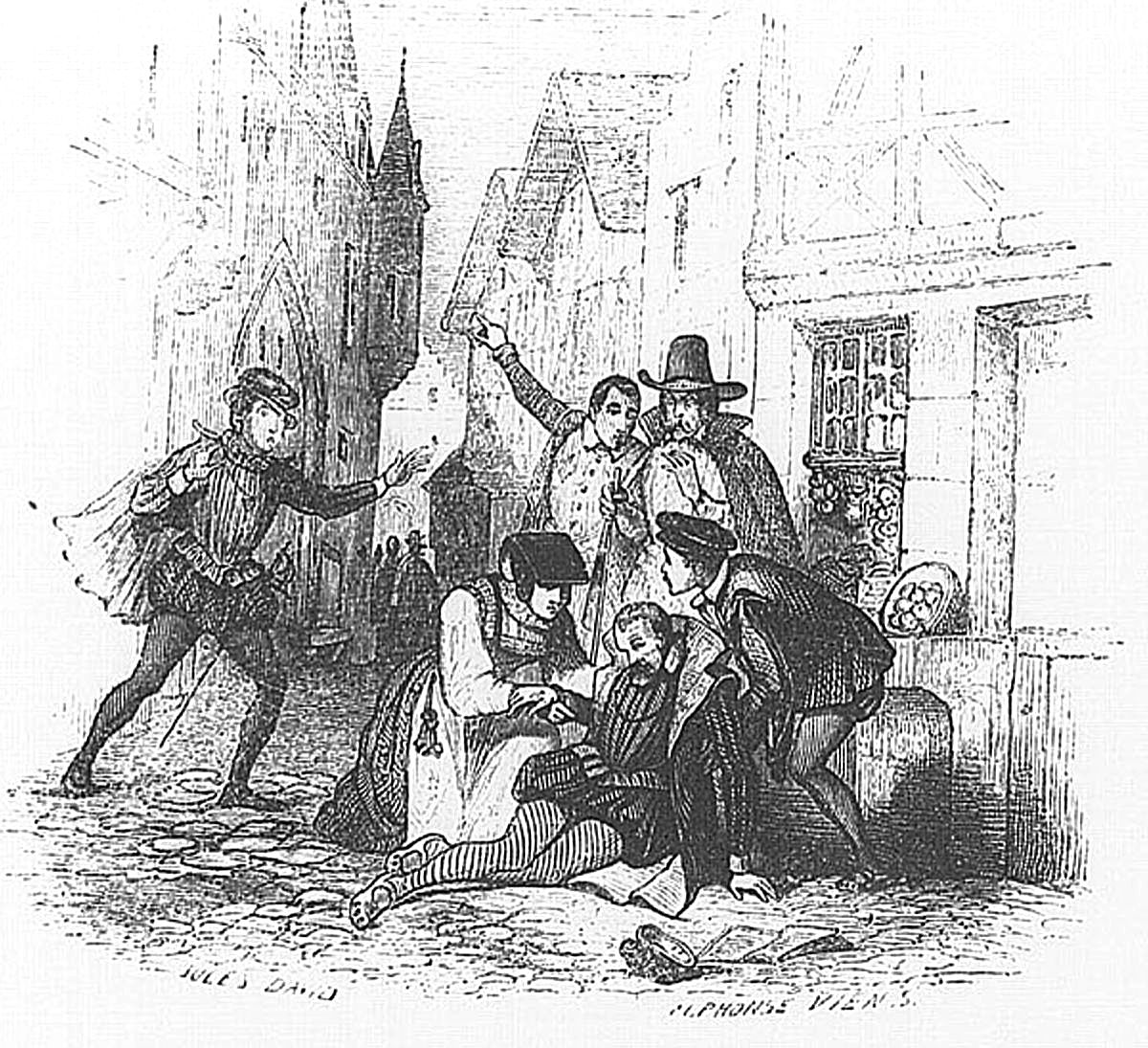
Assassinio dell'ammiraglio de Coligny. Illustrazione ottocentesca.

La notte fra il 23 ed il 24 agosto 1572 ebbe luogo la strage di San Bartolomeo. Achille Petrucci è noto per aver partecipato all'agguato contro l'ammiraglio Gaspard de Coligny, comandante militare degli ugonotti. I resoconti storici narrano che i duchi Enrico di Guisa, Claudio di Aumale ed Enrico d'Angoulême – accompagnati dal capitano Petrucci, dall'avventuriero fiorentino Pietro Paolo Tosinghi e da altre persone – si recarono presso la residenza dell'ammiraglio de Coligny al fine di ucciderlo.
Dopo aver fatto irruzione nel palazzo, il giovanissimo lorenese Charles Danowitz (noto come Besme) e lo stesso Achille Petrucci salirono nella stanza da letto dell'ammiraglio, il quale fu colpito al petto dalla spada di Besme e ucciso con l'aiuto di Petrucci e di altri sicari armati di pugnali.
Successivamente lo stesso Achille Petrucci scrisse al granduca di Toscana Cosimo I de' Medici, vantandosi dell'assassinio dell'ammiraglio ugonotto. Nella sua lettera di resoconto relativa agli eventi, il nunzio apostolico in Francia, Anton Maria Salviati, assicurò di avere visto lo stesso Petrucci indossare la scarsella e la collana d'oro di de Coligny.
Le vicende successive della vita di Achille Petrucci e le circostanze della sua morte non sono note.